# Inmigración portuguesa en México
Los portugueses llegaron a México durante el periodo colonial. Muchos de ellos eran marineros, conquistadores, religiosos, militares y otros trabajadores del campo. Años más tarde vinieron los piratas portugueses, que a veces eran aliados y otras veces los enemigos de los españoles. Hoy en día, la mayor comunidad portuguesa está concentrada en la Ciudad de México, Puebla de Zaragoza, Monterrey, Guadalajara, Saltillo, Torreón, Durango, Tijuana, Ensenada y Querétaro. Su punto de encuentro más común en la Ciudad de México es la colonia condesa, donde hay algunos restaurantes y bares de su propiedad. Los inmigrantes portugueses en México están entre sus miembros arquitectos, músicos, escritores, estudiantes, académicos y religiosos católicos. De acuerdo con el censo 2020 del INEGI, hay 731 ciudadanos portugueses radicando en México.
Una importante comunidad empresarial portuguesa son los licoreros en Atotonilco el Alto, Jalisco. La comunidad empresarial se dedica principalmente a la producción de botellas y rotulaciones para vender tequila. Otra actividad es la venta de carvalho blanco, importadas para la fabricación de barriles e introducción de vino portugués, en el oeste de México.

## Historia

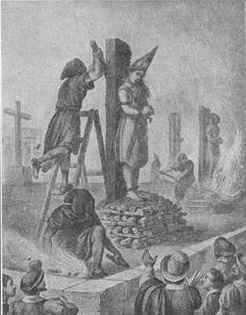
Quema de Francisca de Carvajal, grabado del Libro Rojo de la inquisición, 1870.

El primer portugués a poner el pie en la Nueva España fue un compañero de Hernán Cortés, llamado Sebastião Rodrigues de Olivo. La presencia portuguesa en la Nueva España fue significativa, especialmente durante la Unión Ibérica, teniendo sus exponentes iniciales participado en la conquista de estas tierras, entre ellos Juan Rodríguez Cabrillo. Un número considerable de estos inmigrantes eran portugueses sefarditas que vinieron en la esperanza de vivir en paz en consonancia con su religión ancestral, huyendo de la Inquisición. La mayoría de los sefardíes judíos conversos que llegaban de manera constante y clandestina a México provenían de Guarda aunque también está documentado que muchos de ellos provenían de otras regiones, principalmente del Norte de Portugal.
Tan relevante es la participación de los judíos conversos portugueses en México que la misma familia del famoso criptojudío Luis de Carvajal y de la Cueva, quien fundó por encomienda de Rey Fernando el Nuevo Reino de León (Noreste de México y Sur de Estados Unidos) eran de origen portugués, llegando a México en un barco llamado “La Santa Catalina” con 100 familias que le acompañaron en la travesía, de las cuales se estima que alrededor del 70% de estas familias eran judíos conversos portugueses. Hoy quedan claros núcleos, aunque muy pequeños, en México de comunidades descendientes de estos criptojudíos portugueses, algunas pocas familias en el centro del país como la Ciudad de México, en el norte en la Ciudad de Monterrey, el suroeste de Estados Unidos y en la región occidental de México como la colonial villa de Cotija en el estado de Michoacán y la región de los Altos de Jalisco; que dicho sea de paso, la práctica de la endogamia (matrimonios entre parientes) en estas dos regiónes ha mantenido el gen sefardita y en algunos casos el orgullo de saber el origen e identidad de tan osados personajes.

Los descendientes de los portugueses como charros, en la Sierra Gorda de Querétaro.

Merecen una atención especial aquellos que participaron en la "gran Conspiración", aparentemente partidarios de la rebelión que el duque de Bragança había organizado en Portugal contra Felipe IV. La gran conspiración que él se juntó al irlandés Guillen Lampart. También aborda la presencia portuguesa en el emprendimiento de los asentamientos en California.
Finalmente, sus deberes fueron aquí para acompañar el coro en la Oficina de Masa y Divina, y mantener los órganos sintonizados. Pero a buen seguro, el mayor significado para la posteridad fue el hecho de que en 1602 Gaspar Fernández compiló algunos de los libros del coro polifónico que sobrevivieron hasta hoy, reflejando el uso de la música polifónica en la liturgia católica de la catedral. En 1603 un amigo de Fernández, Pedro Bermúdez, dejó la catedral de Santiago de Guatemala para aceptar la invitación del capítulo de la catedral de Puebla de los Ángeles para servir como su maestro tenía capilla. En 1740 muchos portugueses del virreinato de la Nueva España, que siempre tuvieron miedo de ser expulsados por la Corona española, fueron constantemente notificados al virrey, eran portugueses en Puebla de los Ángeles, Ciudad de México, Guanajuato, Morelia, Guadalajara, Colima y muchas ciudades más.

### México independiente

Apellido portugués de la familia (Rodrigues) hallado en le viejo cementerio de Santiago Tequixquiac.

Los portugueses así como los españoles tuvieron muchos hijos en la Nueva España con mujeres peninsulares o indígenas y no tenían dificultad en adaptarse, porque ellos eran católicos y responsables para con la Corona española, en términos de impuestos. Durante la guerra de independencia sufrieron el mismo destino que los españoles, muchos fueron asesinados y confundidos con los españoles, algunos de ellos emigraron al norte de México, y alcanzar su independencia, los portugueses fueron expulsos y enviados para la península ibérica, para los Estados Unidos o para lo Canadá.
La mayoría de los portugueses novohispanos se convirtieron en mexicanos para conservar sus haciendas, fincas y ranchos en lugares lejanos del país, conservaron sus apellidos y su abolengo en la nueva sociedad mexicana y se integraron a la cultura mestiza, algunos conservaron en la discreción muchas costumbres sefardíes dentro del seno familiar. Fue hasta el gobierno de Porfirio Díaz cuando comenzaron a llegar nuevamente algunos portugueses al territorio mexicano, Nuevo León, Coahuila de Zaragoza y Durango fueron de los estados donde hubo asentamientos importantes desde tiempos coloniales.
Santiago Tequixquiac, debido a sus condiciones naturales y a sus yacimientos mineros de cal y piedra, fue un lugar de asentamiento de portugueses criptojudíos durante el periodo colonial, fueron llevados allí junto con los tlaxcaltecas y españoles peninsulares para apaciguar a los indígenas otomíes, en esa localidad se conservan muchos rasgos culturales lusitanos durante todo el siglo XIX como los forcados, la gastronomía, algunas costumbres sefardíes y apellidos de sus habitantes.

### SigloXXI
La Ciudad de México, concentra la mayor comunidad portuguesa que reside en el país, la Colonia Condesa tiene algunos restaurantes portugueses donde se puede oír el fado. La comunidad empresarial radicada en la capital mexicana se dedica principalmente a la industria y el comercio.
Una importante comunidad portuguesa se estableció en Atotonilco el Alto, Jalisco. La comunidad empresarial lusitana se dedica principalmente a la producción de botellas y rotulaciones para vender el tequila. Otra actividad es la venta de carvalho blanco, importadas para la fabricación de barriles e introducción de vino portugués, en el occidente del país. Guadalajara es otra de las ciudades donde se ha establecido la comunidad portuguesa.

## Cultura portuguesa en México

Los forcados son una herencia portuguesa en Tequixquiac.

El gallo de Barcelos en una juguetería mexicana de San Miguel de Allende.

Los portugueses en México organizan eventos culturales patrocinados por la Embajada de Portugal y por las asociaciones portuguesas en México.
Todos los años decenas de jóvenes buscan experimentar la aventura de coger un toro en la plaza, vestidos de forcados, es una de las tradiciones portuguesas que imperan en México desde el periodo virreinal.

## Flujos migratorios
| 2000 | 297 |
| 2005 | 420 |
| 2010 | 504 |
| 2020 | 731 |

## Relaciones diplomáticas de Portugal en México

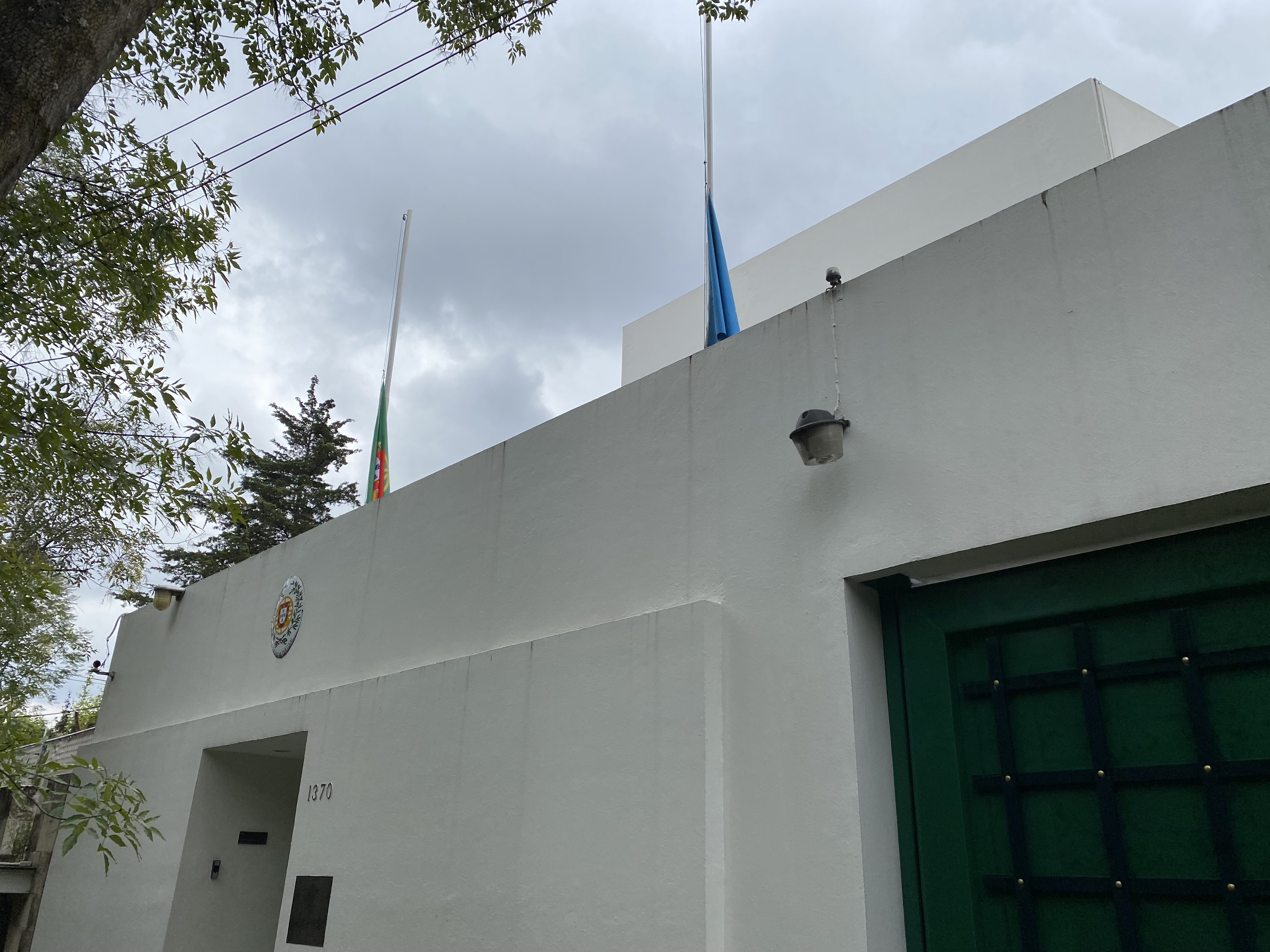
Embajada de Portugal en la Ciudad de México

La embajada de Portugal en México no solo se encarga de proteger a los ciudadanos portugueses que residen en el país de manera temporal o definitiva; sino también brinda servicios consulares a ciudadanos mexicanos.
- Embajada de Portugal en la Ciudad de México.
- Consulado honorario en Cancún.
- Consulado honorario en Guadalajara.
- Consulado honorario en Monterrey.